# Бистров Олексій Петрович
Олексій Петрович Бистров (рос. Алексей Петрович Быстров, 1 лютого 1899, Рязанська губернія — 29 серпня 1959, Ленінград) — радянський науковець, палеонтолог, анатом і гістолог.

## Біографія
Олексій Петрович Бистров народився в 1899 році в Рязанській губернії в родині сільського священика і вчительки. Його інтерес до природознавства проявився ще в дитинстві і вплинув на вибір професії не тільки у нього самого, а й у його молодших братів і сестер, багато з яких теж пов'язали своє життя з наукою. Він почав свою освіту в сільській школі, потім закінчив рязанське духовне училище. Олексій вступив в Рязанську духовну семінарію, але вже навесні 1918 вона була розігнана новим урядом. Після здобуття середньої освіти його мобілізували в Червону армію. Незважаючи на «неправильне» соціальне походження Олексію все ж вдалося вступити до Військово-медичну академію (ВМА) в Петрограді. Після закінчення він залишився в ній працювати.
Його наукові інтереси в галузі анатомії людини поступово перемістилася в палеонтології хребетних. Наявність у нього цілого ряду статей дозволило йому в 1935 році отримати ступінь кандидата медичних наук без захисту дисертації. У 1937 році після переїзду в Москву він почав працювати у відділі нижчих хребетних Палеонтологічного інституту. За підсумками цієї роботи в співавторстві з І. А. Єфремовим була опублікована монографія з остеології і анатомії еотріасового лабіринтодонтів, за яку автори згодом були удостоєні почесних дипломів Ліннєєвського товариства (Англія). У серпні 1939 Олексій Петрович повернувся в Ленінград, а вже в 1940 захистив дисертацію «Структура зубів кроссоптерігій і лабіринтодонтів» на здобуття наукового ступеня доктора біологічних наук. В цей час Олексій Петрович працював у Військово-морської медичної академії, де він був обраний професором кафедри нормальної анатомії. Під час війни, в ніч на 1 грудня 1941 року Олексій Петрович разом з іншими співробітниками Академії пішки по льоду Ладозького озера вийшов з блокадного Ленінграда. Їх евакуювали в Кіров, де був організований військовий госпіталь. Навіть в ці важкі роки Олексій Петрович не припинив наукову діяльність: за роки війни досліджено 4,5 тис. людських черепів. У лютому 1943 йому присвоїли звання підполковника медичної служби.
Після закінчення війни Олексій Петрович повернувся в Ленінград і перевівся в Університет, де він читав студентам курс палеонтології. У 1946 його обрали редактором Державного всеросійського палеонтологічного товариства і членом Товариства палеонтології хребетних. У 1947 Олексій Петрович очолив палеонтологічну лабораторію в ЛДУ. Післявоєнний період життя характеризується цілою серією наукових робіт, особливе місце серед них займає монографія «Минуле, сьогодення, майбутнє людини», на написання якої було потрібно більше десяти років. Вона була видана в 1957 році в самому кінці життя автора. У 1959 році вона була визнана найкращою науковою роботою 1957-58 року в Ленінградському університеті і удостоєна премії Вченої Ради, висунута на здобуття Сталінської премії. Олексій Петрович помер 29 серпня 1959, похований на Серафимівському кладовищі в Санкт-Петербурзі. Пам'ять про нього увічнена в наукових назвах цілого ряду викопних тварин, а також в назвах двох географічних об'єктів на карті світу (мис Бистрова і скеля Бистрова). Однак найкращим визнанням його заслуг перед науковим співтовариством служить цитування його наукових праць, яке не припиняється до сьогоднішніх часів.

## Основні наукові публікації
- Быстров А. П. Опыт реконструкции некоторых представителей Северо-Двинской фауны. Тр. Палеозоологического института, Москва-Ленинград, изд. АН СССР, 1935, т. IV, стр.289-299.
- Быстров А. П. и Ефремов И. А. Benthosuchus sushkini Efr. — лабиринтодонт из эотриаса реки Шарженги. Тр. Палеонтологического ин-та, Москва-Ленинград, изд. АН СССР, 1940, т. X, вып.1, стр.1-152.
- Быстров А. П. Череп парейазавра. Тр. Палеонтол. ин-та, Москва, изд. АН СССР, 1957, т. LXVIII Котилозавры и батрахозавры верхней перми СССР, стр.3-18.
- Быстров А. П. Прошлое, настоящее, будущее человека. Медгиз, Ленинградское отд., 1957, стр.1-314.

## Науково-популярні статті
- Быстров А. Лицо доисторического человека. Искра (общедоступный научный журнал), Москва, Государственное издательство, 1923, N8, стр.13-17.
- Быстров А. Происхождение лошади. Искра (общедоступный научный журнал), Москва, Государственное издательство, 1924, N11, стр.12-17.
- Быстров А. Ископаемые животные. Искра (общедоступный научный журнал), Москва, Государственное издательство, 1926, N1, стр.7-11.
- Быстров А. Родословная человека. Искры науки (ежемесячный научно-популярный журнал), Москва, издательство «Гудок» ЦК железнодорожников, 1926, N9 (15), стр.33-35.
- Быстров А. П. Что нужно знать о развитии жизни и происхождении человека. Москва, издательство «Крестьянская Газета», 1926, стр.1-61.
- Быстров А. П. Развитие жизни и происхождение человека. 2-е исправленное издание. Москва, изд. «Крестьянская Газета», 1929, стр.1-80.
- Быстров А. П. Находка саблезубого сумчатого хищника. Природа, изд. Академии Наук СССР, 1934, N12, стр.80-81. [Архівовано 23 квітня 2017 у Wayback Machine.]
- Быстров А. П. Саблезубые тигры. Природа, изд. АН СССР, 1950, N12, стр.30-37. [Архівовано 17 травня 2017 у Wayback Machine.]
- Быстров А. П. Происхождение слова мамонт. Природа, изд. АН СССР, 1953, N3, стр.110-113.
- Быстров А. П. Homo sum… Воспоминания о детстве, учёбе, работе в Академии / СПб.: ВМедА, СПФ АРАН, 2013. — 336 с.; ил. — (Сер. «Ad fontes. Материалы и исследования по истории науки». Supplementum 1). [Архівовано 26 березня 2017 у Wayback Machine.]